# 茵蒂克絲
茵蒂克絲（インデックス）是鎌池和馬的輕小說《魔法禁書目錄》魔法側女主角之一，同时也是第一女主角。

## 人物
本作女主角，影響整個《魔法禁書目錄》故事的發展核心人物。不過由於本身的特殊性，發生事件時經常在狀況外。但擁有隨時可以亂入的能力，經常可以跑到戰場的正中間，而且經常是以迷路和空腹的狀態。
自幼在英國的聖喬治大聖堂長大，為隸屬於英國清教第零聖堂區「必要之惡教會」的修女。正式名稱為，通稱「Index」，中文翻譯為「茵蒂克絲」。魔法名為「Dedicatus545」，拉丁文原意為「獻身」，其所寄託的意義為「獻身的羔羊守護強者的知識」。
在記憶裡存放了十萬三千本魔道書的所有內容。教會曾以確保大腦容量為理由，讓史提爾和神裂火織每年都要幫茵蒂克絲刪除一次記憶，但這其實是教會為了要約束茵蒂克絲而在她身上放的枷鎖。在上条當麻為她解除了這道枷鎖之後，她寄宿在學園都市的學生宿舍，成為了上条家的食客。

### 容姿
淺藍色長髮、綠色的眼瞳、雪白的肌膚，年齡約14、15歲的少女，外表則是12、13歲的可愛幼兒體型。個子嬌小，體重也很輕，但是體溫似乎要比正常人高一點。明明什麼都沒擦，肌膚卻散發出淡淡的香甜。
平常穿著有金色刺繡的純白修女服，上条在初次遇到茵蒂克絲時覺得她身上的修女服像是「暴發戶最喜歡的那種畫有金線的西式茶杯」。
在小說中常被描寫為「純白修女」。身著的修女服其實是被稱作「移動教會」的防禦結界，擁有絕對防禦功能，足以媲美核災避難所。但也會因其「異能之力」易被魔法師偵測而遭追踪。在被當麻的「幻想殺手」意外破壞後，只好用安全別針固定修女服，失去了防禦功能，卻變得很通風。缺點是在機場安檢通過金屬探測器時會花掉不少時間，因為身上滿是「金屬製」的安全別針的修道服要換掉。

### 性格
本性和她的稚嫩外表相符，是一個毫無心機、天真爛漫的女孩，有著孩子般的言行。雖然平常看起來挺悠哉的，但實是擁有虔誠之心的修女，會竭盡所能照顧弱者。討厭有人受傷，即使自己的生命有危險依然會擔心他人，是個「為了他人而受傷，卻依然能夠帶著笑容的少女」。能夠微笑著接受「禁書目錄」這個淒絕宿命，這也展現出了她剛強的一面。
有生氣時咬人的習慣，尤其是咬當麻的頭。心情好的時候會輕輕咬人手臂，心情壞時會狠狠地咬腦袋。其咬中的命中率跟擊墜精準度，堪稱百發百中。但沒見過茵蒂克絲對當麻以外的人做過相同的行為。
咬著不放是茵蒂克絲表達感情的一種方式，不過比起蚊子來說還更加輕柔一點。但這個壞習慣已經讓當麻傷透腦筋，不但好幾件衣服都被咬破了洞，而且還得年紀輕輕就開始擔心頭皮的健康問題。為此當麻不敢隨便吐她槽，以免隨時可能有性命危險。
在由捲入「空客365劫機事件」影響到晚飯、機內餐和快餐而讓茵蒂克絲空腹感達到極限之際，野獸化的茵蒂克絲更是對當麻的頭報以「咀嚼」，讓當麻哀號遍野。

### 食慾
食慾非常旺盛，不論何種料理都能吃得下去，而且完全不會對身體造成任何的負面影響。
似乎只要是食物都吃得下去，連過期的炒麵麵包、酸掉的蔬菜沙拉、過期一年的牛肉乾都能夠完全不留殘渣地全部吃掉。自己的解釋是「反正是空腹，所以沒問題的啦」。最常說的話是「肚子餓了…」，擁有無論怎麼暴飲暴食都不會變胖的傲人體質。
有被當麻質問過「妳真的打算專攻吃東西嗎」，但是空腹倒地的茵蒂克絲看起來會很可憐，而且嘴裡塞滿食物臉蛋鼓鼓的又是超可愛，使得不論是御坂美琴還是一方通行都願意向她餵食，就連只是巧合遇到的人也會願意向她餵食（如月詠小萌及黃泉川愛穗），這也是當麻親自下廚的動力。
只要茵蒂克絲肚子餓了、而當下又沒有食物可以吃時，茵蒂克絲就會開始咬當麻的頭，甚至將當麻的全身上下都咬得全都是齒痕。而當茵蒂克絲空腹感達到極限之際，就是茵蒂克絲最危險的時候，野獸化的茵蒂克絲會開始對當麻的頭抱以「咀嚼」來發洩沒有食物的怨恨。
在某次出外找尋上条時巧遇正在找尋最後之作的一方通行，由於飢餓難耐而請求一方通行請她吃飯，把一方通行身上的錢都用得乾乾淨淨。
當上條在晚上不在家，又沒有準備晚飯時，茵蒂克絲就會帶斯芬克斯去小萌家找飯吃。
事實上，茵蒂克絲如此食慾旺盛的原因，是由於受完全記憶能力而膨大的記憶量的影響，使得腦部需要大量能量的緣故。

### 睡姿
睡相很差，天熱的時候會踹被子。由於對上条的信賴，因此睡姿毫無防備，全身上下只會穿著一件寬鬆的襯衫。
茵蒂克絲每到睡得腦袋迷糊的時候，就會自己跑到上条身邊來。也因此上条將床讓給了茵蒂克絲，自己去睡廁所的浴缸。但上条開始睡浴缸後茵蒂克絲每當睡覺時還是會自己睡在床的一角，空下來的地方就能夠讓上条當麻也能夠睡在床上，但他由於顧慮茵蒂克絲所以從沒有這樣做。
她的睡臉也非常可愛，而潔白大腿更讓上条猛吞口水。即便如此，茵蒂克絲還是會為自己的可愛睡相輸給花生（上條吃太多花生會流鼻血）而感到沮喪。

### 寵物
在原作第二集中撿到了一隻流浪貓，並在一瞬間就為它取名為「斯芬克斯（Sphinx）」，如此詭異的貓名讓美琴也是啞口無言。
一開始上条不同意收養這隻貓，理由是因為自己住的學生宿舍不能養貓，而且他還要負擔自己以及茵蒂克絲的伙食費，如果要再負擔一隻貓的費用的話每天的菜色都要減少一樣了。結果兩人開始吵架時這隻貓就嚇跑了。
之後茵蒂克絲瞞著上条偷偷把這隻貓帶回上条的住處，並以「移動教會」的名義硬是要求上条答應收養這隻流浪貓。

### 日常生活
毫無做家事的能力，每天早上讓男生事先做好三餐的女孩子，打掃浴室時以為把清潔劑倒進熱水器就能讓浴室變乾淨。
連最方便的泡麵都不會泡，理由是忍耐不了有食物放在面前三分鐘之久都不能吃。
曾被上條當麻要求向擅長家務的五和看齊，讓茵蒂克絲非常不解，以及也曾被當麻要求向御坂妹看齊。
在平常上条出去上學時就會在家裡看電視，也因此茵蒂克絲迷上了一部稱為「超機動少女佳奈美」的動畫，也因此每天她都會準時收看，是個超忠實的影迷。但是在她看來，動畫裡的主人公是一個偽裝的學生，藉此來瞞過羅馬正教的魔女狩獵十字軍的眼睛，主人公使用魔法杖來變身的方式也誤解為「使用五大元素中對應第五元素以太的象徵武器『蓮之杖（Lotus Wand）』」等多處對這部動畫的感想都有很大的誤解。

### 語言能力
由於茵蒂克絲要將世界各地的魔導書記在腦海裡，相對的也要理解那些魔導書所編寫的語言。
因此她能夠使用非常多種的外語，包括日語、英語、中文、俄文、義大利文、法文等。語言高超到能夠去到外國時幫上条做翻譯。
在上条以及茵蒂克絲要到義大利旅遊之前，上条曾經問過茵蒂克絲為什麼明明她是英國人，卻能隨便地就能流利地說出日語。
而本人的回答是因為要「記下散落在全世界的十萬三千本書」，茵蒂克絲在經過了一番的解釋後還不忘對上条說了「當麻啊，如果要在現在這國際社會上立足，至少要懂得三種語言啊。」
另外本人曾說過義大利語非常簡單，比較難的是無體系的語種，比如像歌一樣的或者是把音調、音階刪除，再配上零星的歌詞刻在石板上的最難，要學會這種語言不得不學唱法才能理解。

### 對科學的觀感
因為在魔法世界長大，所以對科學的事物很不擅長，其笨拙的程度甚至會妨礙到日常生活，本人也說過她很討厭科學家。
雖然具有「完全記憶能力」卻始終記不住手機的用法，對於上条家裡的電話並不知道該怎麼用，在終於下定決心要接電話時，被打來電話的當麻恐嚇說「如果電話講一分鐘就會縮短一天的壽命喔」這番話給嚇到因而將話筒整個摔到地上。
此外茵蒂克絲也有「拉環恐懼症」，對罐裝飲料完全沒輒，原因是擔心用力扳開罐裝飲料拉環會讓指甲斷掉。
以及每次覺得機器有問題就會亂敲，那就像老婆婆在修理電視的時候才會用的方法。
連聽到車站自動售票機說的「歡迎光臨」都會點頭答禮；因為擔心會爆炸掉，所以不會使用微波爐；即使有開罐器，對罐頭也是束手無策；由於有被吞錢的經歷，對自動販售的機器會感到恐懼；稱清掃機器人為「電動使魔」；認為氣象預報是「人工風水閱讀」……茵蒂克絲因而曾被上條稱為「生錯了時代的老古董」。
好不容易對科學產生了那麼點興趣，但在「亞得里亞海女王」事件後有過乘坐時速達7000公里/小時的超音速爆擊機（HsF-02 ）的痛苦回憶後就完全不再理會科學了。

### 人際關係
把上条當麻看作最重要的人，達到「不在乎世界上任何事情，眼中只有當麻」的程度，因此對上條非常信賴。
在茵蒂克絲憤怒時，除了「咬上条當麻的頭」，還經常叫嚷「當麻大笨蛋」來發洩。不過本人說這個「笨蛋」只是發語詞，並不是認為當麻真的是「笨蛋」，所以要當麻也不用太難過。每次對上條當麻「拯救不幸少女」這種事早就習慣了。
能夠清楚地分辨出御坂美琴和御坂妹妹，分別會用「短髮」和「冰山美人」來稱呼美琴和御坂妹，本人則被美琴稱作「小不點」。
和姬神秋沙、土御門舞夏是朋友，更是把風斬冰華看做「重要的朋友」。
而神裂火織以及史提爾·馬格努斯曾是她的監護人和親密夥伴，被神裂火織和史提爾在他人前以「那孩子」稱呼，在「三澤塾」事件後曾向史提爾道謝，目前僅把他看作是普通的同伴。

## 作品中的動向
故事开始的一年前，被销去记忆后醒来时发现自己已经身处日本，并立即为躲避魔法师的「追杀」不停地逃亡中。
- 7月20日，在逃亡途中从屋顶上摔下来，挂在上条当麻寝室的阳台上，并与上条相遇，告知对方魔法的存在。离开后被神裂火織誤傷，为取遗忘在上条宿舍中的修女帽而倒在了上条宿舍门口。被上条带到月咏小萌家进行急救，在「自动书记」状态下指导小萌老师使用回复魔法进行治疗。

- 7月28日凌晨，由于束缚其的「项圈」被上条部分破坏而强制进入「自动书记」状态。最终上条在史提爾・馬格努斯和神裂的协力下成功压制了「自动书记」状态下暴走的茵蒂克丝，并将「项圈」彻底破坏无法再生。此后与上条共同居住在一起。

- 8月8日，迷路误入「三泽塾」事件，并被过去的同伴奧雷歐斯・伊薩德控制，最终在上条和史提尔成功将事件解决后获救。後以「移动教会」的名义收留了姬神秋沙，用「凯尔特十字（Celtic cross）」将其「吸血杀手」能力封印。

- 8月27日，和上条一同离开学园都市来到海边民宿。28—29日因受大魔法「天使坠落」的影响，外表被替换成藍髮耳環。

- 8月31日的上午，在上条被伪装成海原光贵的艾扎力追杀时為他提供有关对方所用魔法的信息。傍晚，在家庭餐厅被为获取茵蒂克丝脑内魔道书的闇咲逢魔绑走，後被上条解救。

- 9月1日，乱入上条学校，遇到了風斬冰華并成为了朋友。和上条、风斩在地下街遊玩时，因雪莉·克倫威爾的侵略而困于地下街。遇到御坂美琴和白井黑子后，被白井黑子利用空间移动移至地面。在寻找宠物斯芬克斯时又遭雪莉的石像的袭击，使用「强制咏唱」防御，被风斩冰华所救。

- 9月8日，「法之书」事件中，被史提尔「绑架」带出学园都市，此后和上条、史提尔和雅妮丝部队一同寻找被天草式十字凄教「绑架」的奥索拉·阿奎纳。在找到奥索拉交给罗马正教后发现了罗马正教的阴谋，与上条、史提尔和天草式众人一同对抗雅妮丝部队，解救了奥索拉。

- 9月19日的大霸星祭中，为上条当麻加油而更换拉拉队制服。

- 9月26日，在与上条当麻北意大利旅行期间遇到了奥索拉，但在午夜向奥索拉告别时却遭到罗马正教「女王舰队」的袭击。在「天草式十字凄教」的协力下解决了「亚德里亚海女王」事件。

- 9月30日，与寻找最后之作的一方通行相遇。「0930事件」中成为了猎犬部队的灭口对象，分別得一方通行和御坂美琴帮助得以逃脱。之后，通过上条的手机向御坂美琴询问有关AIM扩散力场的相关知识，并通过「咏唱」清除了植入最后之作脑中的病毒，拯救了被控制成人工天使「保險絲．风斩」的风斩冰华。

- 10月中旬的一個傍晚，跟五和在第二十二学区的都市浴场中遇到御坂美琴。

- 10月17日，被英国清教召回协助调查欧洲隧道爆炸事件。在飞往英国的航班上一度遭到恐怖分子绑架。不久又卷入了「不列颠万圣之夜」事件的英国二王女凱莉莎的政变。10月18日凌晨「清教派」的反攻中，幫助平定二王女的叛乱。但随后被右方之火夺取了「自动书记」的远程控制灵装而失去了意识。

- 10月30日，由于右方之火操纵远距控制灵装强项读取茵蒂克丝脑中的知识，造成茵蒂克丝以「自动书记」的状态暴走，與史提尔周旋。在「伯利恒之星」上条打败右方之火後，没有人操控的茵蒂克丝的意识漂浮在远程控制灵装周围，在上条坦诚了自己失忆并保证回去向她道歉后，表示原谅了上条的隐瞒并希望能和他再次见面。随即远程控制灵装被上条破坏，茵蒂克丝的意识被送回在英国圣乔治大教堂的肉体内。

- 战争结束後，回到学园都市的茵蒂克丝等待上条的归来。11月5日，在决定出门寻找上条时，與同其他人一起返回的上條再次相見。

- 北歐魔神篇，與美琴一起時跑去向上條用魔導書的知識使之分析並完成弗蕾亞的術式，救了兩母子的性命。世界恢復後，與柏德蔚迎擊上条和歐提努斯，並以魔導書的知識製造出人類可用的「主神之槍」給柏德蔚，最後上条成功說服二人。

- 12月1日，為了作為新同居的歐提努斯的請求和上条前往十五學區的「類鑽」大樓購買玩偶房子，不過在那裡受到聖日耳曼的襲擊。跟上条分別行動，與歐提努斯一起破壞了聖日耳曼的網絡。

- 12月24日，与上条和美琴一同在街上游玩，却被捲入「暗部」残党所策划的最后之作绑架计划，与上条一起对付黑幕。

## 能力與裝備
本身無法使用魔法，不過可以使用介入他人詠唱阻礙其魔法發動與效果的「強制詠唱」，和抓出對手教義的矛盾之處使對方的精神暫時受到破壞的「魔滅之聲」（但若對方做出如自毀雙耳等會讓自己聽不到的行為那此招就無效），因此能夠做出某種程度的自衛行為。還能夠感覺魔力的流動。同時自身也擁有某種程度的抵抗力，例如可以藉由調整呼吸來可以讓自己進入貧血狀態，以此減輕繩縛的疼痛感。
擁有「完全記憶能力」的體質（類似超憶症），不管是路上的行人還是路邊行道樹上有多少片樹葉，只要是她所見到的東西，只要被記憶就永遠無法消除。但處在「自動書記」模式下的茵蒂克絲當時的記憶在之後想起來時似乎會變得模糊。
將封印在世界各地的魔道書原典複製並保存在腦中，是記憶了10萬3000本魔道書的魔道圖書館。但茵蒂克絲不只是保管這些魔道書，還可以從魔道書中抽取必要的情報加以運用，因而讓她擁有高於原著的價值。
雖然書籍內容是個一般人只要看就會發瘋的危險物品，但是茵蒂克絲卻具有一種特殊體質，其大腦構造有防禦「原典」的污染的功能。
豐富的魔法知識和能最快得出最適合對抗方針的應用能力是她的主要武器。
為了維持「項圈」機能，英國清教為了防止禁書目錄背叛而採取了安全措施——對茵蒂克絲施加了魔法「項圈（首輪）」，茵蒂克絲只要在一年期限到來時沒有將記憶銷去的話就會因儀式的自動生效而危及到生命。但是教會以“原本她的腦中有85℅被魔道書侵蝕，為了用剩下的15℅生存，每年都要消除記憶。”這種謊言以隱瞞真相，欺騙神裂和史提爾等關心茵蒂克絲的人來執行對茵蒂克絲的記憶消除。但實際上人腦的記憶會被分類存放，魔道書的“知識記憶”是不會影響到日常生活的“經歷記憶”的。「項圈」深藏在茵蒂克絲喉嚨深處，當遇到某種干涉後會強制啟動「自動書記」並進入迎擊模式。但後來被上條的「幻想殺手」破壞。

### 防衛系統
將封印於世界各地的十萬三千本魔道書複製保存，這樣的人名為禁書目錄，也就是茵蒂克絲。茵蒂克絲背負著「中和世界各地的魔法」的使命。不過這種強大的力量，只要使用時略有疏失，就會招致世界毀滅的危機。英國「王室派」和「清教派」為了防止茵蒂克絲背叛或是遭強奪，對其施以「項圈」和「自動書記」的防衛魔法，但是「項圈」和「自動書記」已經在小說第一集被當麻為了救茵蒂克絲而利用幻想殺手破壞了。
- 防衛系統「自動書記」

「自動書記」，即為茵蒂克絲面臨危機時自動啟動的防衛系統。
當茵蒂克絲面臨生命危機（如失血過多）或外敵襲擊（奪取知識或破壞項圈）時，「自動書記」會強制啟動來代替茵蒂克絲處理事件或是擊退外敵。
在「自動書記」模式下的茵蒂克絲能任意運用十萬三千本魔道書中的知識迎擊敵人，徹底保護知識寶庫免於被篡奪者的掠奪，可以說是最強的防衛裝置。
不過處在這個模式下的茵蒂克絲會自我意識全無，並以機械般的無感情說話方式進行魔法的解析和解說，藉此來分析對手的魔法，再架構能夠對抗的魔法並隨後執行。而處在迎擊模式下的茵蒂克絲眼中則會浮現出紅色的魔法陣。
此外，英國清教方面在茵蒂克絲身上還裝設了兩個安全裝置—「項圈」和「自動書記」的遠距控制靈裝，透過這兩件安全裝置能夠強制啟動「自動書記」。
- 招式「守護神殿」

在魔法禁書目錄動畫版第三集，因茵蒂克絲受到神裂火織攻擊（本人並不知道茵蒂克絲的「移動教會」已遭到上條當麻的幻想殺手破壞），導致茵蒂克絲進入自動書記狀態，並指示上條當麻的老師月詠小萌協助「守護神殿」的創造，使茵蒂克絲的生命力恢復。
若弄錯順序可能會使協助者（借用身體者）神經回路、大腦燒毀。

### 靈裝
- 靈裝「移動教會」

茵蒂克絲所穿著的白色修道袍，是「以服裝為形體的教會」，物理與魔法的絕對防禦結界。
依賴魔力維持機能，並帶有異能之力，因此容易被魔法師偵測到並加以追蹤。
被上條當麻碰觸後失去功能，縫線綻開，因此須以安全別針固定起來。
- 遠距控制靈裝「項圈」
- 遠距控制靈裝「自動書記」

### 招式
- 聖喬治的聖域

- 招式「龍王的嘆息」 Dragon Breath

由於教會施在茵蒂克絲身上的「項圈」被上条當麻的幻想殺手干擾破壞，因此讓「項圈」失控，並啟動「聖喬治的領域」讓茵蒂克絲失控呈現出迎擊模式。此時的茵蒂克絲被奪去意識，雙眼有著鮮紅色的魔法陣，並在前方有著巨大、紅色並在內部有著黑色龜裂的魔法陣。
進入迎擊模式的茵蒂克絲會藉此魔法陣來發射出能量以及破壞力極高的白色光束，消滅眼前一切所有的敵人，其威力能與傳說中聖喬治之龍的一擊具有相同意義的超強大魔法。由於威力過於巨大，連上条的幻想殺手都只能防禦無法完全消滅，甚至能夠一點一點的侵蝕上条的右手。
白色光束能以力量更強大的紅色光束呈現，能夠以逆運算破壞史提爾的「獵殺魔女之王」。
在光束破壞殆盡的地方會落下數十片如同光柱般潔白的發光羽毛，但由於羽毛也是屬於「龍王的嘆息」的一部分，因此凡人只要輕輕觸碰任何一根羽毛的話就會造成肉體極大的傷害。但由於發光的羽毛並沒有光束那麼巨大的破壞力，因此上条的幻想殺手能將其破壞。
最後因為上条的幻想殺手碰觸到茵蒂克絲的緣故，因此讓「項圈」被完全破壞，也讓茵蒂克絲被解放。但飄落的羽毛卻因此落到上条的頭上，因此讓上条當麻腦細胞被破壞因而失去過去的所有記憶。
另外由於龍王的歎息的緣故，造成裝載在人造衛星上的「樹狀圖設計者」被破壞，讓之後的未來有著很大的改變。
- 招式「光之羽」
- 招式「神啊，你為何捨我而去？」 Eli Eli Lama Sabachthani ?

- 招式「強制詠唱」 Spell Intercept

茵蒂克絲藉著說出以卡巴拉字母的速讀法發出第一個字母的音，強行奪走魔法師操控魔法的控制權，簡單來說就是能夠自由操縱對方使用的魔法。原理為因為施術者會在腦中構想出魔法的命令文，所以只要讓施術者的腦袋產生混亂，就可以妨礙施術者對魔法的操控。
弱點是若是魔法作出的人偶（或是魔法本身）從遠端操縱轉變成自動控制就無法操縱，因為無法藉著強制詠唱影響施術者。還有若是茵蒂克絲沒看過的魔法（例如奧雷歐斯的金色大衍術）以及以道具性能來大幅取代詠唱的狀況（例如闇咲逢魔的梓弓），這招就完全派不上用場。
- 招式「魔滅之聲」 Sheol Fear

藉由茵蒂克絲腦內十萬三千本魔道書的知識，能夠以詠唱彈劾出對手教義中的「矛盾點」來進行精神攻擊。對他們而言，教義就像是作業系統，而教義上的矛盾點就像安全防護上的漏洞，因此「魔滅之聲」是他們的天敵。只要一聽見，對手在一段時間之內人格會徹底瓦解。
動畫第二季中茵蒂克絲使用這招時全身上下周圍會發出藍白色的強烈光芒。
- 招式「勝利之劍」 Excalibur

## 其它登場的作品
『電擊學園RPG：女神的十字架』
ASCII Media Works的任天堂DS用軟體遊戲。電擊文庫15週年紀念作品的學園RPG遊戲。
『科學超電磁砲』
在外傳『科學超電磁砲』（第一季）以配角的身分登場。以美琴為主要視角。初登場於17話。19話盛夏祭中，土御門舞夏暗示她吃了很多食物，廚師來不及趕製。
とある魔術と科学の群奏活劇
PSP主機平台上的adv遊戲。

## 人气排名
- 「這本輕小說真厲害！2011年」人氣女性角色排名第三位。[18][19]
- 「這本輕小說真厲害！2014年」人氣女性角色排名第五位。[20][21]
- 「這本輕小說真厲害！2015年」人氣女性角色排名第六位。[22]
- 「這本輕小說真厲害！2016年」人氣女性角色排名第十位。
- 「這本輕小說真厲害！2017年」人氣女性角色排名第九位。

- 「世界最萌大會」2020年綠寶石首飾得主。
- 「世界最萌大會」2021年鑽石首飾得主。
- bilibili2020年度動畫大選，歷年角色排名第八
- 2023年中國萌戰冠軍，為2023中萌萌王